# 凱愛
凱愛（英語：Kaiai）是甘比亞中部之甘比亞河上的村莊，位於中河區的尼亞尼縣。根據2009年所作的人口調查數據顯示，居住於凱愛的總人口數量為816人。